# Mutació de novo
Una mutació de novo és qualsevol mutació o alteració en el genoma d'un organisme individual (humà, animal, planta, microbi, etc.) que no s'ha heretat dels seus pares. Aquest tipus de mutació es produeix espontàniament durant el procés de replicació de l'ADN durant la divisió cel·lular. Les mutacions de novo, per definició, estan presents en l'individu afectat però absents dels genomes d'ambdós pares biològics. Una mutació de novo pot sorgir en un espermatozoide o òvul i convertir-se en una mutació de la línia germinal, o després de la fecundació com una mutació postzigòtica que no pot ser heretada per la descendència. Aquestes mutacions poden produir-se en qualsevol cèl·lula de la descendència, però les de la línia germinal (òvuls o espermatozoides) es poden transmetre a la següent generació.
En la majoria dels casos, aquesta mutació té poc o cap efecte sobre l'organisme afectat a causa de la redundància i la robustesa del codi genètic. Tanmateix, en casos rars, pot tenir efectes notables i greus sobre la salut general, l'aspecte físic i altres trets. Els trastorns que més sovint impliquen "mutacions de novo" inclouen la síndrome del miol de gat, la síndrome de deleció 1p36, les síndromes de càncer genètiques i certes formes d'autisme, entre d'altres.
Genèticament, s'ha demostrat que les mutacions de novo en el gen ASXL1 representen aproximadament el 50% dels casos de la síndrome de Bohring-Opitz.